# Nasonia oneida
Nasonia oneida is een vliesvleugelig insect uit de familie Pteromalidae. De wetenschappelijke naam is voor het eerst geldig gepubliceerd in 2010 door Raychouhury & Desjardins.
De soort komt voor in de Verenigde Staten in de staat New York.